# Поликарпович, Константин Михайлович
Константи́н Миха́йлович Поликарпо́вич (6 [18] марта 1889, д. Белая Дуброва Чериковского уезда, ныне Костюковичского района Могилевской области — 20 февраля 1963, Минск) — белорусский советский учёный-археолог, основоположник изучения каменного века на территории Верхнего Поднепровья.

## Карьера
Родился в семье священника. Окончил Могилёвское духовное училище, Могилёвскую духовную семинарию, работал учителем церковно-приходской школы. Все своё свободное время отдавал изучению археологической литературы, проводил полевые археологические исследования.
В 1923 году поступил на работу в Гомельское губернское бюро краеведения; с 1926 года — член историко-археологической комиссии Инбелкульта. С 1929 года — в АН БССР; научный сотрудник, в 1934—1941, 1942—1944 годах — старший научный сотрудник Института истории.
С 1941—1944 гг. — в эвакуации в Казахстане, где работал в геологической экспедиции и одновременно обследовал археологические памятники; там открыл свыше 30 стоянок эпохи мезолита, неолита и бронзового века. По возвращении в Белоруссию работает в Академии наук БССР (начальник сектора археологии и первобытной культуры, с 1946 — начальник сектора археологии Института Истории АН БССР), кандидат исторических наук (1951).

## Открытия
За более чем за 30 лет изыскательских работ им было открыто множество древних поселений эпохи палеолита (Бердыж, Елисеевичи, Юровичи, Юдиново, Курово, Шакин ров), мезолита (Журавель, Крыжи, Печенеж и др.) и сотни стоянок эпохи неолита, поселений и могильников железного века (Абакумы и др.).
Открытие Бердыжской стоянки на Соже (1926 г.) доказало обитание людей в верхнем палеолите на территории Верхнего Поднепровья. В 1928—1929, 1938, 1950—1951 гг. Поликарпович производит раскопки палеолитической стоянки Бердыж.
После этого Поликарпович начинает вести поиск палеолитических стоянок в регионе; в 1930 открывает стоянку Елисеевичи (Жирятинский район Брянской области). В 1935, 1936, 1946 и 1948 гг. ведёт исследования палеолитической стоянки Елисеевичи, при которых были обнаружены остатки жилищ, обильный каменный и костяной инвентарь. Наиболее интересны пластинки из бивней мамонта с орнаментом и статуэтка женщины.
В 1947 г. он руководил раскопками палеолитической стоянки в Юдинове. Во время этих раскопок Поликарпович первым исследовал и верно интерпретировал жилища палеолитического человека, построенные из костей мамонта.

## Награды
- Медаль «За доблестный труд в Великой Отечественной войне 1941—1945 гг.»
- Орден «Знак Почета»

## Сочинения
- Палеолит и мезолит БССР и некоторых соседних территорий Верхнего Поднепровья // Труды II Международной конференции Ассоциации по изучению четвертичного периода Европы. — Вып. V. — Л. — М., 1934.
- Торфяниковые стоянки Кривина и Осовец в БССР // Бюллетень Комиссии по изучению четвертичного периода. — №. 6-7. — М.—Л., 1940.
- Археологические исследования в БССР в 1945—1953 гг. // Материалы по археологии БССР. — Т. 1. — Минск, 1957.
- К вопросу о мустьерской культуре в Верхнем Поднепровье // Материалы по археологии БССР. — Т. 1. — Минск, 1957.
- Стоянки Среднего Посожья (материалы обследования 1928 г.) // Материалы по археологии БССР. — Т. 1. — Минск, 1957.
- Палеолит Верхнего Поднепровья. — Минск, 1968.